# Asiagomphus yayeyamensis
Asiagomphus yayeyamensis là một loài chuồn chuồn ngô thuộc họ Gomphidae. Nó là loài đặc hữu của Nhật Bản.